# Campeonato do Mundo de Hóquei em Patins Feminino de 2017
O Campeonato do Mundo de Hóquei em Patins Feminino de 2017 foi a 14ª edição desta prova. Realizou-se na cidade de Nanquim, na China, nos dias 27 de agosto a 1 de setembro. Esta competição foi organizada pela FIRS. Durante a edição anterior do Campeonato do Mundo, a FIRS decidiu terminar com a celebração de duas competições diferentes para as divisões A e B na edição seguinte da competição e juntou todas as competições num evento integrado nos Jogos Mundiais de Patinagem. Apesar desta fusão, os países foram divididas em duas competições diferentes. 

## Qualificação
Os oito melhores países do ranking foram divididos em dois grupos e decidiram a campeã mundial. A divisão B foi renomeada Taça FIRS.
| Campeonato do Mundo | Campeonato do Mundo |      | Taça FIRS  | Taça FIRS |
| Rank                | Team                | Rank | Team       |           |
| ------------------- | ------------------- | ---- | ---------- | --------- |
| 1                   | Espanha             | 9    | Índia      |           |
| 2                   | Portugal            | 10   | Egito      |           |
| 3                   | Argentina           | 11   | Inglaterra |           |
| 4                   | França              | 12   | Japão      |           |
| 5                   | Chile               |      |            |           |
| 6                   | Itália              |      |            |           |
| 7                   | Alemanha            |      |            |           |
| 8                   | Estados Unidos      |      |            |           |

## Campeonato do Mundo

### Grupo A
| País           | J | V | E | D | GM | GS | DG  | Pts |
| -------------- | - | - | - | - | -- | -- | --- | --- |
| Espanha        | 3 | 3 | 0 | 0 | 25 | 1  | 24  | 9   |
| Alemanha       | 3 | 1 | 1 | 1 | 30 | 10 | 20  | 4   |
| França         | 3 | 1 | 1 | 1 | 3  | 31 | 13  | 4   |
| Estados Unidos | 3 | 0 | 0 | 3 | 0  | 62 | -62 | 0   |

| 27 agosto 2017 | Alemanha | 0 - 7 | Espanha | Nanquim Tech University            |
| 12h30          |          |       |         | Árbitro: Rui Torres e Sergio Insua |

| 27 agosto 2017 | Estados Unidos | 0 - 27 | França | Nanquim Tech University                 |
| 16h30          |                |        |        | Árbitro: Thomas Ullrich e Thomas Ehlert |

| 28 agosto 2017 | Espanha | 8 - 0 | Estados Unidos | Nanquim Tech University                      |
| 14h30          |         |       |                | Árbitro: Giovanni Grisales e Isidro Martinez |

| 28 agosto 2017 | França | 3 - 3 | Alemanha | Nanquim Tech University |
| 18h30          |        |       |          |                         |

| 29 agosto 2017 | Espanha | 10 - 1 | França | Nanquim Tech University               |
| 12h30          |         |        |        | Árbitro: Joaquim Pinto e Paulo Rainha |

| 29 agosto 2017 | Alemanha | 27 - 0 | Estados Unidos | Nanquim Tech University                  |
| 16h30          |          |        |                | Árbitro: Xavier Bleuzen e Julien Thibaud |

### Grupo B
| País      | J | V | E | D | GM | GS | DG | Pts |
| --------- | - | - | - | - | -- | -- | -- | --- |
| Argentina | 3 | 3 | 0 | 0 | 10 | 2  | 8  | 9   |
| Chile     | 3 | 1 | 1 | 1 | 6  | 6  | 0  | 4   |
| Itália    | 3 | 1 | 0 | 2 | 6  | 10 | -4 | 3   |
| Portugal  | 3 | 0 | 1 | 2 | 6  | 10 | -4 | 1   |

| 27 agosto 2017 | Chile                                                                 | 2 - 2 | Portugal                                               | Nanquim Tech University                 |
| 10h30          | 1-2 Francisca Donoso LD Azul 4' 2ªP 2-2 Macarena "Maca" Ramos 16' 2ªP |       | 0-1 Marlene Sousa 4' 1ªP 0-2 Maria Sofia Silva 22' 1ªP | Árbitro: Thomas Ehlert e Thomas Ullrich |

| 27 agosto 2017 | Argentina | 4 - 0 | Itália | Nanquim Tech University |
| 14h30          |           |       |        |                         |

| 28 agosto 2017 | Portugal                                                   | 2 - 5 | Argentina | Nanquim Tech University              |
| 12h30          | 1-0 Maria Sofia Silva 10' 1ªP 2-2 Renata Balonas GP 4' 2ªP |       | 1-1 Melisa Rodríguez 11' 1ªP 1-2 Julieta Fernandez LD 10ªF 22' 1ªP 2-3 Maria Luciana Agudo 8' 2ªP 2-4 Maria Lorena Rodriguez 14' 2ªP 2-5 Julieta Fernandez 16' 2ªP | Árbitro: Antonio Gomez e Juan Melero |

| 28 agosto 2017 | Itália | 3 - 4 | Chile | Nanquim Tech University                  |
| 16h30          |        |       |       | Árbitro: Julien Thibaud e Xavier Bleuzen |

| 29 agosto 2017 | Portugal                                                    | 2 - 3 | Itália                                                                               | Nanquim Tech University                  |
| 10h30          | 1-3 Catarina Costa GP 6' 2ºP 2-3 Beatriz Figueiredo 14' 2ªP |       | 0-1 Francesca Maniero 11' 1ªP 0-2 Pamela Lapolla 19' 1ªP 0-3 Giullia Galeassi 5' 2ªP | Árbitro: Xavier Bleuzen e Julien Thibaud |

| 29 agosto 2017 | Argentina | 1 - 0 | Chile | Nanquim Tech University           |
| 14h30          |           |       |       | Árbitro: Juan Melero e Rui Torres |

### Apuramento de campeão
|  | Quartas de final | Quartas de final |           |       | Semifinais     | Semifinais     |  |  | Final | Final |
|  |                  |                  |           |       |                |                |  |  |       |       |
|  | 30 ago           |                  |           |       |                |                |  |  |       |       |
|  |                  |                  |           |       |                |                |  |  |       |       |
|  | Argentina        | 10               |           |       |                |                |  |  |       |       |
|  | Argentina        | 10               | 31 ago    |       |                |                |  |  |       |       |
|  | Estados Unidos   | 0                |           |       |                |                |  |  |       |       |
|  | Estados Unidos   | 0                | Argentina | 6     |                |                |  |  |       |       |
|  | 30 ago           |                  | Argentina | 6     |                |                |  |  |       |       |
|  |                  | Alemanha         | 1         |       |                |                |  |  |       |       |
|  | Itália           | Alemanha         | 1         | 0     |                |                |  |  |       |       |
|  | Itália           |                  | 2 set     | 0     |                |                |  |  |       |       |
|  | Alemanha         | 3                |           |       |                |                |  |  |       |       |
|  | Alemanha         | 3                | Argentina | 5     |                |                |  |  |       |       |
|  | 30 ago           |                  | Argentina | 5     |                |                |  |  |       |       |
|  |                  | Espanha          | 7(ap)     |       |                |                |  |  |       |       |
|  | Chile            | Espanha          | 7(ap)     | 3     |                |                |  |  |       |       |
|  | Chile            | 31 ago           |           | 3     |                |                |  |  |       |       |
|  | França           | 0                |           |       |                |                |  |  |       |       |
|  | França           | 0                | Chile     | 3     | Terceiro lugar | Terceiro lugar |  |  |       |       |
|  | 30 ago           |                  | Chile     | 3     | Terceiro lugar | Terceiro lugar |  |  |       |       |
|  |                  | Espanha          | 4         |       |                |                |  |  |       |       |
|  | Portugal         | Espanha          | 4         | 1     | Alemanha       | 3              |  |  |       |       |
|  | Portugal         |                  |           | 1     | Alemanha       | 3              |  |  |       |       |
|  | Espanha          | 4                |           | Chile | 0              |                |  |  |       |       |
|  | Espanha          | 4                |           |       | 0              |                |  |  |       |       |
|  |                  |                  |           |       |                |                |  |  | 1 set |       |
|  |                  |                  |           |       |                |                |  |  |       |       |

### 5º–8º lugares
|  | Semifinais     | Semifinais |   |                | 5º lugar | 5º lugar |  |
|  |                |            |   |                |          |          |  |
|  | 31 Ago         |            |   |                |          |          |  |
|  | Estados Unidos | 1          |   |                |          |          |  |
|  | Itália         | 13         |   |                |          |          |  |
|  |                |            |   |                |          |          |  |
|  |                |            |   |                | 1 Set    |          |  |
|  |                |            |   |                | Itália   | 3        |  |
|  |                | França     | 4 |                |          |          |  |
|  |                |            |   |                |          |          |  |
|  |                |            |   |                |          |          |  |
|  |                |            |   |                | 7º lugar |          |  |
|  | 31 Ago         | 31 Ago     |   | 1 Set          | 1 Set    |          |  |
|  | França         | 3          |   | Estados Unidos | 0        |          |  |
|  | Portugal       | 1          |   |                | Portugal | 26       |  |

## Taça FIRS
| País       | J | V | E | D | GM | GS | DG  | Pts |
| ---------- | - | - | - | - | -- | -- | --- | --- |
| Inglaterra | 6 | 5 | 1 | 0 | 35 | 11 | 24  | 16  |
| Índia      | 6 | 3 | 1 | 2 | 21 | 22 | -1  | 10  |
| Japão      | 6 | 0 | 0 | 6 | 7  | 30 | -23 | 0   |

| 27 agosto 2017 | Índia | 3 - 6 | Inglaterra | Nanquim Tech University |
| 08h30          |       |       |            |                         |

| 27 agosto 2017 | Japão | 2 - 4 | Índia | Nanquim Tech University |
| 18h30          |       |       |       |                         |

| 28 agosto 2017 | Inglaterra | 6 - 1 | Japão | Nanquim Tech University |
| 10h30          |            |       |       |                         |

| 29 agosto 2017 | Inglaterra | 6 - 1 | Índia | Nanquim Tech University |
| 08h30          |            |       |       |                         |

| 29 agosto 2017 | Índia | 5 - 2 | Japão | Nanquim Tech University |
| 18h30          |       |       |       |                         |

| 30 agosto 2017 | Japão | 0 - 5 | Inglaterra | Nanquim Tech University |
| 18h30          |       |       |            |                         |

| 31 agosto 2017 | Índia | 5 - 5 | Inglaterra | Nanquim Tech University |
| 18h30          |       |       |            |                         |

| 31 agosto 2017 | Japão | 1 - 3 | Índia | Nanquim Tech University |
| 18h30          |       |       |       |                         |

| 1 setembro 2017 | Inglaterra | 7 - 1 | Japão | Nanquim Tech University |
| 18h30           |            |       |       |                         |

## Classificação Final
| Campeonato do Mundo | Campeonato do Mundo |      | Taça FIRS  | Taça FIRS |
| Rank                | Pais                | Rank | Pais       |           |
| ------------------- | ------------------- | ---- | ---------- | --------- |
|                     | Espanha             | 9    | Inglaterra |           |
|                     | Argentina           | 10   | Índia      |           |
|                     | Alemanha            | 11   | Japão      |           |
| 4                   | Chile               |      |            |           |
| 5                   | França              |      |            |           |
| 6                   | Itália              |      |            |           |
| 7                   | Portugal            |      |            |           |
| 8                   | Estados Unidos      |      |            |           |

### Internacional
- FIRS
- FPP
- RFEP
- Ligações ao Hóquei em todo o Mundo
- HóqueiPatins.pt - Todos os resultados de Hóquei em Patins
- rink-hockey-news-Actualidade Mundial do Hóquei Patinado (em Inglês)